# Suicide Zero
Suicide Zero är en svensk ideell organisation som sedan 2013 arbetar för att minska självmord. 
2021 vann Suicide Zero tillsammans med Mind, BRIS och Jourhavande präst SOS Alarms pris "112-priset", för deras arbete med att förebygga självmord och psykisk ohälsa.

## Grundande
Suicide Zero grundades 2013 av journalisten Alfred Skogberg och läkaren/kbt-terapeuten Ludmilla Rosengren med syftet att uppmärksamma samhällsproblemet självmord. Skogberg menade att före Suicide Zeros grundande talades det alltför sällan om självmord i media.

## Kampanjer
Suicide Zero har bedrivit en rad olika kampanjer, bland annat:

### Våga fråga
En utbildning till allmänheten som även ges till arbetsplatser, föreningar, kommunala förvaltningar, etc. Syftar till att öka kunskapen kring självmord, vilka tecken som kan tyda på att någon är suicidal och vad som kan göras för att hjälpa denne. Kampanjen är ett samarbete mellan Suicide Zero, Medborgarskolan och Västra Götalandsregionen. Kampanjen bedrivs nationellt.

### Livsviktiga snack
Boken Livsviktiga snack syftar till att hjälpa föräldrar prata om känslor, en färdighet som visat sig minska risken för framtida psykisk ohälsa och självmord. Boken innehåller såväl fakta som råd till föräldrar. Den primära målgruppen är föräldrar till barn som är mellan 9 och 12 år gammal. Boken inspirerades av Systembolagets bok Tonårsparlören, vars syfte är att hjälpa föräldrar prata med sina barn om alkohol. Den togs fram med hjälp av psykologer, psykiatriker, kuratorer och forskare. Initiativet startade 2019 med stöd från bland annat Allmänna arvsfonden. Finns både digitalt och i tryckt format. Dess tryckta form skickades till alla hushåll i Sverige där det bodde en nioåring. 2022 fick Suicide Zero ytterligare ekonomiskt stöd från Allmänna arvsfonden, denna gång på cirka 8,9 miljoner kronor, för att finansiera en utökning av kampanjen. Kampanjen syftar till att under en treårsperiod sprida materialet till skolor och anpassa det till ett format som kan användas i skolorna, för att tillsammans med föräldrarna hjälpa barnen att prata om sina känslor och arbeta för minskad psykisk ohälsa och självmord.
Boken Livsviktiga snack hade 2021 nått 116 974 hushåll i Sverige. Materialet finns även på internetsajten livsviktigasnack.se.

### Stör döden
Hösten 2018 startade Suicide Zero tillsammans med Mind och Riksförbundet för suicidprevention och efterlevandestöd kampanjen "Stör döden" som syftar till att uppmärksamma och minska förekomsten av självmord hos män. Detta eftersträvas bland annat genom att informera om hur en del män kan uttrycka sin depressivitet på atypiska sätt, exempelvis genom att bli utåtagerande, och vad anhöriga eller bekanta kan göra för att hjälpa dessa deprimerade män. 2019 utökades kampanjen med stöd från Region Stockholm och Nationellt Centrum för Suicidforskning och Prevention, med syftet att uppmana människor till att prata mer öppet om sina känslor och att fråga andra om deras mående.

### Kommunala handlingsplaner för suicidprevention
Suicide Zero strävar efter att alla Sveriges kommuner ska ha en handlingsplan för att förebygga självmord, vilket bland annat involverar att kommunalanställda i relevanta förvaltningar ska ha tillräcklig kunskap om ämnet. I mars 2021 hade 57 av Sveriges 290 kommuner aktiva handlingsplaner för att förebygga självmord.

## Våga berätta-priset
Priset "Våga berätta", tidigare kallat "bästa rapportering av självmord", har delats ut av Suicide Zero sedan 2015. Priset delas ut i samband med suicidpreventiva dagen (10 september). Priset delas ut för journalistiska förtjänster från året innan. Pristagare har varit:
- 2014: P4 Blekinge.[14]
- 2015: TV4 Nyhetsmorgon, som under en vecka hade inslag om självmord.[15]
- 2016: Niklas Ekdal, för boken Hur jag dog.[16]
- 2017: Matilda Shayn, för en artikelserie om självmord i Svenska Dagbladet.[17]
- 2018: Malou efter tio, som under en vecka hade inslag om självmord.[18]
- 2019: Elin Sandow, för en artikelserie i Upsala Nya Tidning om självmord.[19]
- 2020: Nya Wermlands-Tidningen för en artikelserie om självmord.[20]
- 2021: Malou efter tio för inslag om självmord, inklusive samtal med polis och specialistsjuksköterska om ämnet.[13]

Hedersomnämnanden/hederspris har getts till:
- 2014: Erik Hultgren för en artikelserie om självmord i Blekinge Läns Tidning.[14]
- 2015: Ulrika Jannert Kallenberg för hennes bok Döden ingen talar om.[15]
- 2016: Pia Minati för boken Vem som helst men inte Magdalena och Joanna Björkqvist för boken När mörkret viker undan för livet.[16]
- 2017: Christian Dahlström för boken Kalla mig galen, SVTs serie 30 liv i veckan samt P4 Värmland.[17]
- 2018: Peter Ferm (Helsingborgs Dagblad) och Peter Herkel (Sydsvenskan) för en artikelserie om självmord, samt Andreas Häggström för två artiklar i Expressen om två familjers berättelser om att vara efterlevande.[18]
- 2019: Sissela Bremmers för Instagramkontot "Nu snackar vi".[19]
- 2020: Frida Boisen för boken Berätta aldrig det här.[20]
- 2021: Måns Mosesson för boken Tim: Biografin om Avicii.[13]

## Intäkter
2018 kom hälften av Suicide Zeros totala intäkter från donationer på Facebook.

## Ambassadörer
Kända personer har sedan 2014 varit "ambassadörer" för Suicide Zero. 8 mars 2022 presenterades följande personer som ambassadörer på deras hemsida: Magnus Skogsberg Tear, Janice Kavander, Therése Lindgren, Mattias Sunneborn, Richard Magyar, Anton Bjuhr och Anna Oscarsson. Tidigare har bland annat Zinat Pirzadeh, Saga Becker och Mia Skäringer varit ambassadörer.